# Dagda (divinità)
Dagda (spesso citato con l'articolo, il Dagda, in irlandese an Dagda), "dio buono", è una divinità della mitologia irlandese, associata alla guerra, alla fertilità, e alla magia dei druidi. È conosciuto anche come Eochaid "colui che combatte con il tasso" Ollathair, "padre potente". Un altro epiteto è quello di Ruadh Rofhessa "il Rosso dalla scienza perfetta" e sotto questa veste tutela i contratti e l'amicizia.. Secondo dio della triade principale, accanto a Nuada e Lúg, il Dagda è assimilabile al Giove romano, e come lui è signore della folgore. La sua compagna è Mórrígan, e tra i suoi figli si possono citare Brigit, Bodb Derg, Cermait, Aed, Midir, e Aengus, concepito con Boann

## Mitologia
Nella mitologia celtica si dice che il Dagda guadagnò la propria grandezza "promettendo di fare da solo tutto ciò che promisero di fare gli altri dei del cielo". Dagda era considerato il dio buono perché a lui venivano attribuiti i miracoli e perché proteggeva i raccolti badando al tempo.
Era rappresentato con una clava in mano, arma magica che, oltre ad essere strumento di offesa, aveva il potere di rendere la vita. Spesso suonava un'arpa dai poteri straordinari, in grado di causare tristezza in chi l'ascoltava e di calmare chi era colto da ira. Altro suo attributo era il calderone della resurrezione.

## Interpretazioni
Secondo un'interpretazione, il Dagda è assimilabile al dio gallico Taranis, nonostante quest'ultima divinità sia associata anche a Tuireann, ed è il signore degli elementi. Secondo un'altra interpretazione, il Dagda è assimilabile piuttosto a Sucellus, come lui, protettore dei raccolti, e raffigurato con una clava.